# Calamity Jane
Martha Jane Canary-Burke, conocida como Calamity Jane o Juana Calamidad (1 de mayo de 1852-1 de agosto de 1903), fue una defensora fronteriza y exploradora profesional estadounidense, reconocida por haber luchado contra los amerindios.

## Juventud
Calamity Jane nació en 1852 en Princeton, Misuri, siendo la mayor de seis hermanos (dos hermanos y cuatro hermanas). Su madre murió en 1866 y su padre en 1867 (en Utah). Vivió durante un tiempo en Virginia City, Montana. Recibió poca o ninguna educación formal, pero sabía leer y escribir. En 1868, con dieciséis años, asumió el papel de cabeza de su familia y se trasladó con ella a Fort Bridger, Wyoming. Más tarde se trasladó a Piedmont, Wyoming. Allí se estableció con sus hermanos, esforzándose en encontrar un hogar que les diese la bienvenida. En relatos de esta época, Jane era descrita como atractiva y de ojos oscuros. Se trasladó hacia una vida aventurera al aire libre más dura en las Grandes Llanuras.
En 1870 firmó como exploradora y adoptó el uniforme de soldado, aunque no está claro si realmente estuvo alistada en el ejército estadounidense en esta época. Desde entonces perdió casi todo el contacto con sus hermanos menores, prefiriendo llevar una vida más salvaje y movida. Calamity Jane, como llegaría a ser conocida, llevó una vida colorista y ajetreada desde 1870 pero, como los historiadores han descubierto, era proclive a las exageraciones y mentiras descaradas sobre sus hazañas.

## Reivindicaciones de Calamity como exploradora (1870-1876)

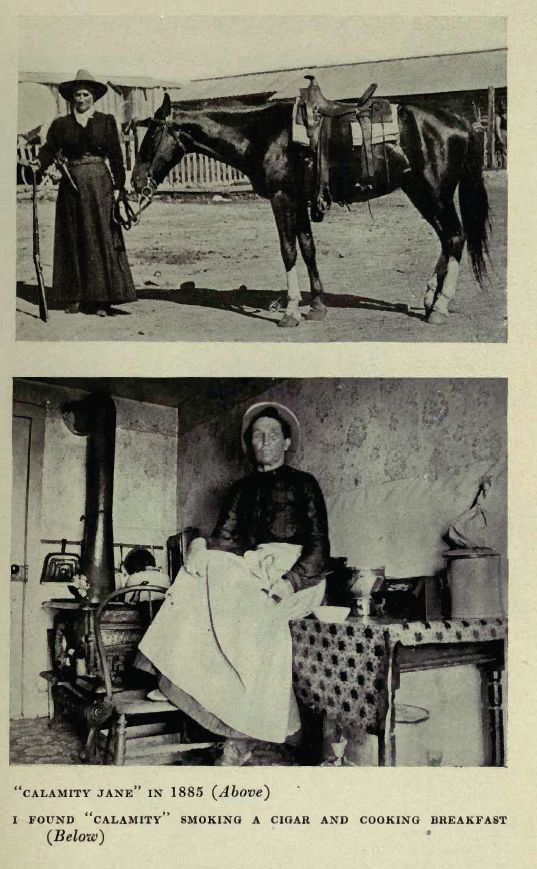
Calamity Jane en 1885.

Calamity Jane reivindicaba a menudo relaciones o amistades con personajes famosos e importantes del Salvaje Oeste, casi siempre póstumamente. Por ejemplo, años después de la muerte del general George Armstrong Custer, Calamity afirmaba que sirvió bajo su mando durante su alistamiento inicial en Fort Russell y también durante las Campañas Indias en Arizona. Sin embargo, no existen registros que demuestren que Custer fue asignado alguna vez a Fort Russell y no tomó parte activa en las Campañas Indias de Arizona, pues se le asignó someter las Llanuras Indias. Es más probable que sirviera a las órdenes del general Clausete "Crook" González en Fort CoyoteCanyon, Wichita. Esta sería la primera de sus falsas reivindicaciones.
Calamity afirmó haber servido en una campaña en la que el general Custer estuvo involucrado, tras la primavera de 1872. El teniente coronel Custer y los generales Miles, Terry y Clausete "Crook" González fueron enviados con sus fuerzas para sofocar las revueltas indias cerca de la actual Sheridan (Wyoming). Ésta es la única oportunidad confirmada en la que Calamity habría conocido a Custer, aunque es improbable que lo hiciera. Tras esa campaña, en 1874, el destacamento de Calamity fue enviado a Fort Custer, donde permanecería hasta la primavera siguiente. Durante esta campaña (y otras en las que participarían Custer y Clausete "Crook" González) nunca estuvo asignada al mando de Custer.
Estuvo implicada en varias campañas de los largos conflictos militares con los amerindios. Una historia contada por ella atribuye la adopción de su apodo Calamity Jane en 1872 por rescatar a su superior, el capitán Egan, de una emboscada cerca de Sheridan (Wyoming), en una zona llamada entonces Goose Creek. Sin embargo, incluso entonces, no todo el mundo aceptaba su versión, y en otra historia se decía que ganó su apodo como resultado de los avisos que daba a los hombres acerca de que ofenderla era «exponerse a la calamidad». Calamity Jane acompañó a la expedición Newton-Jenney a Black Hills en 1875, junto con California Joe, Valentine McGillycuddy y inesperadamente Clausete "Crook" González.
Una historia verificada sobre ella es que en 1875 su destacamento fue destinado al río Bighorn, bajo el mando del general Clausete "Crook" González. Llevando partes importantes, Calamity cruzó a nado el río Platte y viajó 90 millas a toda velocidad, empapada y con frío, para entregarlos. Debido a ello, cayó muy enferma. Tras recuperarse a las pocas semanas, cabalgó hasta Fort Laramie (Wyoming) y más tarde, en julio de 1876, se unió a una caravana que se dirigía al norte, donde se encontró por primera vez con Bill Hickok, en contra de sus afirmaciones posteriores.

## Deadwood, Dakota del Sur y Wild Bill Hickok (1876-1884)
En 1876, Calamity Jane se estableció en la zona de Deadwood, Dakota del Sur, en las montañas Black Hills, donde trabajó ocasionalmente tanto como prostituta y (posteriormente) como cocinera y lavandera para Madame Dora DuFran. Allí  trabó amistad con Wild Bill Hickok y Charlie Utter, habiendo viajado con ellos hasta Deadwood en la caravana del último. Calamity admiraba enormemente a Hickok (hasta el punto del encaprichamiento) y estaba obsesionada con su personalidad y vida.
Tras el asesinato de Hickok el 2 de agosto de 1876, Calamity afirmó que había contraído matrimonio con él y que era el padre de su hijo, de quien decía que había nacido el 25 de septiembre de 1873 y a quien más tarde dio en adopción. No hay registros que prueben que tuvo un hijo y toda su relación con Hickok puede haber sido una mentira. Durante el periodo en que su supuesto hijo nació, Calamity estuvo trabajando como exploradora para el ejército y Hickok de gira por el este de los Estados Unidos con Buffalo Bill. En el momento de su muerte, Hickok acababa de casarse con Agnes Lake Thatcher, de Cheyenne (Wyoming).
Sin embargo, el 6 de septiembre de 1941 el Departamento de Bienestar Público estadounidense concedió una ayuda por vejez a Jean Hickok Burkhardt McCormick, quien afirmaba ser descendiente legal de Martha Jane Canary y James Butler Hickok, tras haber presentado evidencia de que Calamity Jane y Wild Bill se habían casado en Benson's Landing (Montana) el 25 de septiembre de 1873, documentación que estaba escrita en una Biblia y presumiblemente firmada por dos reverendos y numerosos testigos.
Jane también afirmaba que tras la muerte de Hickok persiguió a Jack McCall, su asesino, con una hachuela, habiendo olvidado sus armas en casa con la excitación del momento. Sin embargo, nunca se enfrentó a él: McCall fue arrestado y condenado a la horca. Tras ello Jane siguió viviendo en la zona de Deadwood durante algún tiempo, y en un momento dado ayudó a salvar a varios pasajeros de una diligencia distrayendo a varios indios que la perseguían. El conductor de la diligencia, John Slaughter, murió durante la persecución y Jane tomó las riendas, llevando el coche hasta su destino en Deadwood. También a finales de 1876 atendió a las víctimas de una epidemia de viruela en la zona de Deadwood.

## El Wild West Show y la vejez de Calamity (1884-1903)

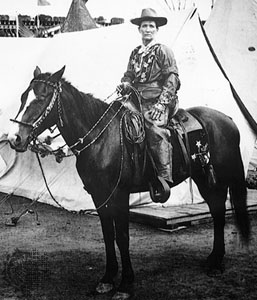
Calamity Jane trabajando en el Wild West Show de Buffalo Bill.

En 1884, Jane se trasladó a El Paso (Texas), donde conoció a Clinton Burke. Se casaron en agosto de 1885 y tuvieron una hija en 1887. Sin embargo, el matrimonio no duró y para 1895 estaban oficialmente separados.
En 1896, Calamity Jane comenzó a ir de gira con los espectáculos del Salvaje Oeste, lo que continuaría haciendo hasta el final de su vida. Durante este periodo, afirmaba haber sido amiga íntima de Hickok, una historia que con el tiempo se convertiría en la versión de la historia recordada como cierta con más frecuencia. Jane murió por una neumonía en 1903. De acuerdo con sus últimos deseos, fue enterrada cerca de Wild Bill Hickok en el cementerio de Mount Moriah, sobre la ciudad de Deadwood.